# جوزيه تي. إيفيرست
جوزيه تي. إيفيرست هو سياسي أمريكي، ولد في 5 أكتوبر 1800، وتوفي في 1 سبتمبر 1873. نشط حزبياً في الحزب الجمهوري. وقد انتخب عضو جمعية ولاية نيويورك ‏.